# Dichelonyx pusilla
Dichelonyx pusilla är en skalbaggsart som beskrevs av Leconte 1856. Dichelonyx pusilla ingår i släktet Dichelonyx och familjen Melolonthidae. Inga underarter finns listade i Catalogue of Life.